# Robert LeRoy
Robert LeRoy (7 de febrero de 1885 - 7 de septiembre de 1946) fue un jugador de tenis nacido en New York, Estados Unidos, que ganó dos medallas de plata en los Juegos Olímpicos de Saint Louis 1904, en el torneo individual masculino y el torneo masculino de dobles, junto con Alphonzo Edward Bell.
Jugó al tenis colegial en la Universidad de Columbia, donde en 1904 y 1906 ganó el National Collegiate Athletics Association en categoría individual. En 1907, fue finalista individual en el Campeonato Nacional de EE. UU., ahora conocido como el Abierto de EE. UU., perdiendo todos los sets ante el siete veces campeón William Larned. Ganó tres títulos consecutivos (1907-1909) en el torneo ahora se conoce como el Masters de Cincinnati.